# MISD
|                    | Једноструке инструкције | Вишеструке инструкције |
| ------------------ | ----------------------- | ---------------------- |
| Једноструки подаци | SISD                    | MISD                   |
| Вишеструки подаци  | SIMD                    | MIMD                   |

У рачунарству, MISD (вишеструке интрукције, једноструки подаци (енгл. multiple instruction, single data)) је тип архитектуре паралелне обраде где више функционалних јединица обавља различите операције на истим подацима. Архитектура проточне обраде припада овом типу, иако неки "чистунци" могу рећи да су подаци различити после њихове обраде у систему паралелне обраде. За рачунаре који толеришу грешке (који извршавају исте инструкције редудантно у циљу да детектују и маскирају грешке), на начин познат као репликација задатака, се може сматрати да припадају овом типу. Не постоји много случаја ове архитектуре, јер су MIMD и SIMD често више прикладни за чешће технике паралелизма података. Нарочито дозвољавају боље скалирање и коришћење рачунарских ресурса него MISD. Међутим, један истакнути пример MISD у израчунавању представљају рачунари за контролу лета спејс шатлова.
Систолни низ је један пример MISD структуре.
Линда Нал и Џулија Лобур класификују систоличке низове као SIMD.